# Тупик (фильм, 2015)
«Тупик» (кит. 烈日灼心, буквальный перевод — «Палящее солнце, обжигающее сердце») — китайский кинофильм 2015 года режиссёра Цао Баопина по роману Сюй Игуа «Солнечное пятно». В ролях — Дэн Чао, Дуань Ихун, Го Тао и Ван Лодань. Премьера фильма состоялась 15 июня 2015 года на Шанхайском кинофестивале, где он получил несколько наград. В китайский прокат фильм вышел 27 августа 2017 года.

## Сюжет
Семь лет спустя после массового убийства офицер И Гучунь, недавно переведённый в отделение, начинает подозревать, что его коллега Синь Сяофэн глубоко связан с произошедшим преступлением.

## В ролях
| Актёр       | Роль                                                              |
| ----------- | ----------------------------------------------------------------- |
| Дэн Чао     | Синь Сяофэн полицейский, один из трёх подозреваемых в убийстве    |
| Дуань Ихун  | И Гучунь полицейский, начальник Синь Сяофэна, старший брат И Гуся |
| Го Тао      | Ян Цзыдао таксист, один из трёх подозреваемых в убийстве          |
| Ван Лодань  | И Гуся младшая сестра И Гучуня                                    |
| Ли Сяочуань | Чжуа Шэнфа домовладелец                                           |
| Ду Чжиго    | бывший начальник И Гучуня                                         |
| Джеки Луй   | Дэвид тайваньский архитектор и дизайнер                           |
| Сюй Сихань  | Хвостик приёмная дочь подозреваемых                               |
| Гао Ху      | Чэнь Бицзюэ рыбак, один из трёх подозреваемых в убийстве          |

## Награды и номинации
| Список наград и номинаций | Список наград и номинаций                | Список наград и номинаций    | Список наград и номинаций   | Список наград и номинаций | Список наград и номинаций |
| Год                       | Кинофестиваль/Кинопремия                 | Категория                    | Номинант(ы)                 | Результат                 | Ист.                      |
| ------------------------- | ---------------------------------------- | ---------------------------- | --------------------------- | ------------------------- | ------------------------- |
| 2015                      | 18-й Шанхайский кинофестиваль            | Лучший режиссёр              | Цао Баопин                  | Победа                    | [ 2 ]                     |
| 2015                      | 18-й Шанхайский кинофестиваль            | Лучший актёр                 | Дэн Чао, Дуань Ихун, Го Тао | Победа                    | [ 2 ]                     |
| 2015                      | 11-й Китайско-американский кинофестиваль | Лучший фильм                 |                             | Победа                    |                           |
| 2015                      | Золотая лошадь                           | Лучший актёр                 | Дэн Чао                     | Номинация                 |                           |
| 2016                      | Премия Гильдии кинорежиссёров Китая      | Лучший фильм                 |                             | Номинация                 |                           |
| 2016                      | Премия Гильдии кинорежиссёров Китая      | Лучший режиссёр              | Цао Баопин                  | Номинация                 |                           |
| 2016                      | Премия Гильдии кинорежиссёров Китая      | Лучший актёр                 | Дэн Чао, Дуань Ихун         | Номинация                 |                           |
| 2016                      | Премия Гильдии кинорежиссёров Китая      | Лучший сценарий              | Цао Баопин, Миа Цзяо        | Номинация                 |                           |
| 2016                      | Сто цветов                               | Лучший фильм                 |                             | Победа                    | [ 3 ] [ 4 ]               |
| 2016                      | Сто цветов                               | Лучший сценарий              | Цао Баопин, Миа Цзяо        | Победа                    | [ 3 ] [ 4 ]               |
| 2016                      | Сто цветов                               | Лучший актёр                 | Дэн Чао                     | Номинация                 | [ 3 ] [ 4 ]               |
| 2016                      | Сто цветов                               | Лучший актёр второго плана   | Дуань Ихун                  | Номинация                 | [ 3 ] [ 4 ]               |
| 2016                      | Чанчуньский кинофестиваль                | Лучшая актриса второго плана | Ван Лодань                  | Победа                    |                           |
| 2017                      | Золотой петух                            | Лучший режиссёр              | Цао Баопин                  | Номинация                 | [ 5 ] [ 6 ]               |
| 2017                      | Золотой петух                            | Лучший актёр                 | Дэн Чао                     | Победа                    | [ 5 ] [ 6 ]               |
| 2017                      | Золотой петух                            | Лучший монтаж                | Ли Юни                      | Номинация                 | [ 5 ] [ 6 ]               |